# Гаверина-Терме
Гаверина-Терме, Ґаверина-Терме (італ. Gaverina Terme) — муніципалітет в Італії, у регіоні Ломбардія,  провінція Бергамо.
Гаверина-Терме розташована на відстані близько 480 км на північний захід від Рима, 65 км на північний схід від Мілана, 19 км на північний схід від Бергамо.
Населення — 914 осіб (2014).
Щорічний фестиваль відбувається 8 травня. Покровитель — святий Віктор Martire.

## Демографія
Населення за роками:

Станом на 1 січня 2023 року в муніципалітеті офіційно проживали 192 іноземці з 28 країн, серед них 27 громадян країн Євросоюзу та 2 громадяни України.

## Сусідні муніципалітети
- Альбіно
- Б'янцано
- Казацца
- Чене
- Спіноне-аль-Лаго